# Gonatus berryi
Gonatus berryi är en bläckfiskart som beskrevs av Adolf Naef 1923. Gonatus berryi ingår i släktet Gonatus och familjen Gonatidae. Inga underarter finns listade i Catalogue of Life.